# Karl Günther (Schwarzburg-Rudolstadt)

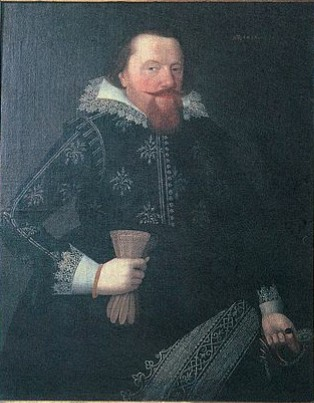
Graf Karl Günther von Schwarzburg-Rudolstadt

Karl Günther Graf von Schwarzburg-Rudolstadt (* 6. November 1576; † 24. September 1630 in Kranichfeld) war Graf von Schwarzburg-Rudolstadt, Graf von Hohnstein, Herr von Rudolstadt, Leutenberg, Blankenburg, Sondershausen und Arnstadt und gehörte zum Haus Schwarzburg.

## Leben
Karl Günther war der älteste Sohn des Grafen Albrecht VII. von Schwarzburg-Rudolstadt und dessen Ehefrau Juliane, geborene Gräfin von Nassau-Dillenburg. Ludwig Günther I. und Albrecht Günther waren seine Brüder. Nach der ersten Erziehung durch Hauslehrer immatrikulierte sich Karl Günther 1593 mit 17 Jahren an der Universität Jena. Dort blieb er bis 1596 und wechselte im Sommersemester 1597 an die Universität Leipzig. 1598 ging er an die Akademie zu Straßburg und blieb dort wahrscheinlich bis 1600. Sein Lehrer Melchior Junius lobte in seinen Orationes Karl Günther als außergewöhnlich fleißigen Schüler.
Nach dem Tod seines Vaters 1605 wurde Karl Günther für sechs Jahre mit Zustimmung seiner Brüder dessen Nachfolger. 1612 kam es in der Grafschaft zu einer Zäsur. Karl Günther wurde bei einer Teilung der Rudolstädter Teil zugesprochen. Albrecht Günther erhielt den Ilmischen Teil, Ludwig Günther I. den Frankenhäuser Teil. 1624 tauschten dann Albrecht Günther und Ludwig Günther im Erfurter Vergleich ihre Teile. Karl Günther veranlasste 1609 den Bau einer Schule in Rudolstadt, welche 1611 eingeweiht wurde. Am 4. Juni 1613 heiratete Karl Günther Anna Sophia, eine Tochter des Fürsten Joachim Ernst von Anhalt. Zusammen mit seiner Ehefrau wurde er ein großer Förderer von Wolfgang Ratke.
1619, wahrscheinlich am 5. September, nahm Fürst Ludwig I. von Anhalt-Köthen Karl Günther in die Fruchtbringende Gesellschaft auf. Er verlieh ihm den Gesellschaftsnamen der Vermehrende und das Motto Hundertfältig. Als Emblem wurde ihm Türkisch Korn mit unterschiedenen aufgetanen Ähren erwachsen (Zea mays L.) zugedacht. Im Köthener Gesellschaftsbuch findet sich der Eintrag Karl Günthers unter der Nr. 23.
Karl Günther starb am 24. September 1630 im Alter von 54 Jahren ohne Nachkommen. Erbe wurde sein Bruder Ludwig Günther.